# ISO 3166-2:MN
ISO 3166-2:MN — стандарт Международной организации по стандартизации, который определяет геокоды. Является подмножеством стандарта ISO 3166-2, относящимся к Монголии. Стандарт охватывает 21 аймак и 1 город Улан-Батор Монголии. Каждый геокод состоит из двух частей: кода Alpha2 по стандарту ISO 3166-1, для Монголии — MN и дополнительного кода, записанных через дефис. Дополнительный код аймака образован трёхсимвольным числом, код города образован односимвольным числом. Геокоды аймаков и города являются подмножеством кодов домена верхнего уровня — MN, присвоенного Монголии в соответствии со стандартами ISO 3166-1.

## Геокоды Монголии
Геокоды 21 аймака и 1 города  административно-территориального деления Монголии.
| Геокод | Административная единица | Статус |
| ------ | ------------------------ | ------ |
| MN-1   | Улан-Батор               | город  |
| MN-046 | Увс                      | аймак  |
| MN-057 | Завхан                   | аймак  |
| MN-067 | Булган                   | аймак  |
| MN-035 | Орхон                    | аймак  |
| MN-047 | Туве                     | аймак  |
| MN-059 | Дундговь                 | аймак  |
| MN-069 | Баянхонгор               | аймак  |
| MN-037 | Дархан-Уул               | аймак  |
| MN-049 | Сэлэнгэ                  | аймак  |
| MN-061 | Дорнод                   | аймак  |
| MN-071 | Баян-Улгий               | аймак  |
| MN-039 | Хэнтий                   | аймак  |
| MN-051 | Сухэ-Батор               | аймак  |
| MN-063 | Дорноговь                | аймак  |
| MN-073 | Архангай                 | аймак  |
| MN-041 | Хувсгел                  | аймак  |
| MN-053 | Умнеговь                 | аймак  |
| MN-064 | Говь-Сумбэр              | аймак  |
| MN-043 | Ховд                     | аймак  |
| MN-055 | Уверхангай               | аймак  |
| MN-065 | Говь-Алтай               | аймак  |

## Геокоды пограничных Монголии государств
- Россия — ISO 3166-2:RU (на севере),
- Китай — ISO 3166-2:CN (на западе, на юге, на востоке).